# Вітенко Микола Дмитрович
Микола Дмитрович Вітенко — український історик, кандидат історичних наук, доцент Прикарпатського національного університету імені Василя Стефаника.

## Біографія
У 2002 році закінчив історичний факультет Прикарпатського національного університету імені Василя Стефаника. У 2006 році захистив кандидатську дисертацію на тему: "Польсько-українські відносини у Галичині: соціально-економічний аспект (остання третина ХІХ – початок ХХ ст.)" під керівництвом Федорчака Петра Степановича.
З 2009 року доцент кафедри історії слов'ян ПНУ імені Стефаника. У 2013 році видав навчальний посібник "Історія Росії від найдавніших часів до наших днів."
Співавтор підручника Васильків І. Д. та ін. Історія: Україна і світ : підручник інтегрованого курсу для 8 класу закладів загальної середньої освіти / І. Д. Васильків, І. Л. Паршин, М. Д. Вітенко, І. С. Димій. Тернопіль : Астон, 2024. 320 с. : іл.
Автор низки статей, розділів колективних монографій.

## Нагороди
Молодий вчений року Івано-Франківська область (2010 р.)
 премія імені Бориса Патона (2024). (за роботу «Україна Соборна у боротьбі за державну незалежність 1917–1923 рр.» разом із колективом науковців).